# Coelorachis parodiana
Coelorachis parodiana är en gräsart som beskrevs av Johannes Jan Theodoor Henrard. Coelorachis parodiana ingår i släktet Coelorachis, och familjen gräs. Inga underarter finns listade i Catalogue of Life.